# 石原俊輝
石原 俊輝（いしはら としてる、1913年12月3日 - 1993年2月26日）は、日本の経営者。信濃毎日新聞社社長、信越放送社長を務めた。山形県出身。

## 経歴
1939年に早稲田大学法学部独法科を卒業し、中外商業新報社（現日本経済新聞社）入社。1940年に朝日新聞社へ移籍、椎名悦三郎、中山素平に深く食い込むなど経済記者として活躍する。
朝日新聞経済部の同僚だった信濃毎日新聞一族・小坂徳三郎からの要請で、1951年7月に信濃毎日新聞に転じ、1953年に編集局長、1954年1月に取締役に就任し、1960年7月に常務、1973年11月に社長に就任、1992年に新聞制作システム「ニュー・コスモス」の開発・導入が評価され、日本新聞協会賞「経営・業務部門」を受賞した。
1964年5月から1984年6月までは信越放送社長も兼務、電算社長、信越ポリマー監査役、長野商工会議所会頭、日本科学技術振興財団理事も務めた。
1985年4月に勲二等旭日重光章を受章した。
1993年2月26日、信濃毎日新聞社長在職時に心筋梗塞のため死去。79歳没。
二男は東京放送ホールディングス（TBSHD）、TBSテレビ代表取締役社長を務めた石原俊爾。